# Women’s Protective Immigration Society
 (novembre 2023).
La mise en forme du texte ne suit pas les recommandations de Wikipédia : il faut le « wikifier ».
Les points d'amélioration suivants sont les cas les plus fréquents :
- Les titres sont pré-formatés par le logiciel. Ils ne sont ni en capitales, ni en gras.
- Le texte ne doit pas être écrit en capitales (les noms de famille non plus), ni en gras, ni en italique, ni en « petit »…
- Le gras n'est utilisé que pour surligner le titre de l'article dans l'introduction, une seule fois.
- L'italique est rarement utilisé : mots en langue étrangère, titres d'œuvres, noms de bateaux, etc.
- Les citations ne sont pas en italique mais en corps de texte normal. Elles sont entourées par des guillemets français : « et ».
- Les listes à puces sont à éviter, des paragraphes rédigés étant largement préférés. Les tableaux sont à réserver à la présentation de données structurées (résultats, etc.).
- Les appels de note de bas de page (petits chiffres en exposant, introduits par l'outil «  Source ») sont à placer entre la fin de phrase et le point final[comme ça].
- Les liens internes (vers d'autres articles de Wikipédia) sont à choisir avec parcimonie. Créez des liens vers des articles approfondissant le sujet. Les termes génériques sans rapport avec le sujet sont à éviter, ainsi que les répétitions de liens vers un même terme.
- Les liens externes sont à placer uniquement dans une section « Liens externes », à la fin de l'article. Ces liens sont à choisir avec parcimonie suivant les règles définies. Si un lien sert de source à l'article, son insertion dans le texte est à faire par les notes de bas de page.
- La présentation des références doit suivre les conventions bibliographiques. Il est recommandé d'utiliser les modèles {{Ouvrage}}, {{Chapitre}}, {{Article}}, {{Lien web}} et/ou {{Bibliographie}}. Le mode d'édition visuel peut mettre en forme automatiquement les références.
- Insérer une infobox (cadre d'informations à droite) n'est pas obligatoire pour parachever la mise en page.

Pour une aide détaillée, merci de consulter Aide:Wikification.
Si vous pensez que ces points ont été résolus, vous pouvez retirer ce bandeau et améliorer la mise en forme d'un autre article.
 (novembre 2023).
La Women’s Protective Immigration Society (WPIS), fondée en 1882 puis fermée en 1917, est l’un des premiers foyers d'accueil canadien[1] permettant d’assister et d’encadrer les jeunes migrantes, principalement britanniques, qui arrivent à Montréal. Cette société offrira un endroit pour les femmes célibataires seulement[2]. La Women’s Protective Immigration Society changera de nom avec le temps pour devenir la Women’s National Immigration Society.
La Women’s Protective Immigration Society est fondée sous le patronage de la Princesse Louise afin d’aider les respectables immigrantes britanniques à s’établir au Canada[3].

## Contexte et origine
La création de la Women’s Protective Immigration Society découle d’une suite d’événements ayant amené plusieurs femmes de la classe bourgeoise à s’impliquer bénévolement dans la protection et l’encadrement des migrantes anglaises[4]. En effet, la fin du XIXe siècle est marquée par la révolution industrielle qui façonne plusieurs pays occidentaux en bouleversant notamment le secteur de l’emploi. C’est le cas du Canada qui s’ouvre de plus en plus au travail en usine, permettant aux femmes d’exercer le métier d’ouvrières et de se délier de celui de domestique[5]. Ces nouvelles possibilités d’emplois ainsi que l’accroissement de la classe bourgeoise engendrent un grand besoin de main-d'œuvre dans le domaine domestique, et incite certaines femmes aisées à mener des gestes concrets afin de recruter le personnel nécessaire dans le continent européen, principalement en Angleterre[6]. Plusieurs sociétés et organismes visant à accueillir les jeunes migrantes, telles que la Women’s Protective Immigration Society, sont ainsi créés. De cette façon, la dernière moitié du 19e siècle marque le Canada par l’arrivée de de nombreux migrants, dont plus de la moitié sont de jeunes femmes de moins de 30 ans[7].
À ses débuts, la Women’s Protective Immigration Society était opérée par un groupe de femmes catholiques et protestantes, et était chapeautée par les plus riches familles de Montréal[8]. Parmi les fondatrices de cette société, plusieurs femmes étaient les épouses d’hommes d’affaires importants, exerçant donc une influence sur certaines politiques[9]. En outre, c’est en partie cette influence, ainsi que les liens étroits entre les fondatrices de cette société et le ministère de l’Immigration, qui ont permis à la Women’s Protective Immigration Society d’être financée dès ses débuts presque entièrement par l’État, avec une subvention de 1000$ annuellement[10]. Ce financement lui a été accordé pendant plus d’une décennie, jusqu’à ce qu’en 1895, des restrictions budgétaires réduisent ce financement à 500$ annuellement[11]. À la suite de ces restrictions, la Women’s Protective Immigration Society continuera de lutter pour ses besoins financiers ainsi que pour sa reconnaissance parmi les nombreuses autres sociétés, et ce, jusqu’à la fermeture de ses portes en 1917[12].
Il est possible d'apercevoir qu’en février 1916, un article dans le journal La Bonne Parole mentionne le rôle important de la Women’s National Immigration Society. L'article évoque que cette société a permis d’aider 136 femmes immigrantes durant l’année, et sur ce nombre, 28 sont restées à Montréal. De plus, la WPIS a servi 4995 repas pendant le mois de décembre uniquement[13]. Cet article démontre le soutien important qu’a apporté cet organisme aux femmes immigrantes.

## Réactions féministes et antiféministes à Montréal
La Women’s Protective Immigration Society aide considérablement les jeunes femmes célibataires britanniques qui immigrent à Montréal au cours des XIXᵉ et XXᵉ siècles. Cette société a fait preuve de valeurs féministes, mais a toutefois été marquée par des réactions antiféministes.
La Women’s Protective Immigration Society a permis d’accompagner pendant 35 ans les respectables femmes britanniques qui migraient au Canada en passant par Montréal. Cette société servait à contrôler et à surveiller la moralité de ces jeunes femmes célibataires. Les autorités locales ne souhaitent pas que ces jeunes femmes tombent dans certains vices. Donc, le soutien de celles-ci était considéré comme étant une priorité[14]. La WPIS comprenait un volet religieux dans ces propositions de soutien ainsi que dans les acteurs qui s’impliquaient dans celle-ci.
Au cours de la Première Guerre mondiale, un ralentissement considérable du flux migratoire vers le Canada survient. Après la guerre, le gouvernement fédéral du Canada adopte une politique restrictive d’immigration fondée sur le « genre » qui a été mise en place afin de prioriser l’accueil des femmes domestiques britanniques. Leur arrivée a permis de combler la pénurie de main-d’œuvre dans ce domaine qui a commencé bien avant la Première Guerre mondiale. Le manque de personnel domestique a été une préoccupation qui a été documentée entre autres par The daily witness, un journal de Montréal. Un article publié le 11 décembre 1900, lors de la réunion annuelle de la Women’s National Immigration Society, témoigne du manque de domestique[15]. La WPIS était alors perçue comme une solution afin de régler cet enjeu. La WPIS, en concert avec d’autres organisations ainsi qu’avec le gouvernement, souhaitait filtrer les immigrantes. La politique restrictive du gouvernement fédéral a permis de sélectionner la qualité des immigrantes arrivant au pays[16].
La politique restrictive d’immigration dirigeait les femmes immigrantes non accompagnées vers la domesticité et maintenait les femmes dans leur rôle traditionnel de ménagère[17]. Il s’agit d’une politique en réaction au rôle changeant des femmes montréalaises au XIXe siècle. Au cours de ce siècle, la société comprenait plus de femmes que d’hommes. Ces femmes prendront progressivement davantage de place dans la sphère publique. Plusieurs femmes célibataires iront en ville afin de trouver du travail ou un mari. En réaction à ce phénomène, une réaffirmation du rôle traditionnel des femmes sera souhaitée par le gouvernement, les autorités religieuses, ainsi que par plusieurs autres groupes[18].

### Sources
- La bonne parole /, 1916, février 1916 p. 14 : https://numerique.banq.qc.ca/patrimoine/details/52327/2224899?docsearchtext=Women%27s%20National%20Immigration%20society

- The daily witness, 11 décembre 1900, mardi 11 décembre 1900, (the lack of servants), p. 1 : https://numerique.banq.qc.ca/patrimoine/details/52327/4703138?docsearchtext=Women%27s%20National%20Immigration%20society

### Études historiques
- Lisa Chilton, « Receiving Canada’s Immigrants : The Work of the State Before 1930 ». The Canadian Historical Association, Immigration and Ethnicity in Canada Series, 34 (2016), p. 1-40.

- Yolande Cohen et Linda Guerry, « Discours et pratiques transnationales. La YWCA et l’immigration au Canada (1918-1939) ». Projet Muse, The Canadian Historical Review, 94, 3 (2012), p. 380-404.

- D. Suzanne Cross, « The Neglected Majority : The Changing Role of Women in 19th Century Montreal ». Histoire sociale / Social History, 6,12 (1973), p. 201-223.

- Danielle Gauvreau et al, « The Harsh Welcome of an Industrial City : Immigrant Women in Montreal, 1880-1900 ». Histoire sociale / Social History, 40, 80 (2007), p. 345-380.

- Rebecca Mancuso, « “This is our work” : The Women’s Division of the Canadian Department of Immigration and Colonization, 1919-1938 ». Thèse de doctorat, Montréal, McGill University, 1999, 249 p.

- Barbara Roberts, « Sex, Politics and Religion : Controversies in female immigration reform work in Montreal, 1881-1919 ». Atlantis, 6, 1 (1980), p. 25-38.

- Marie-Hélène Vallée, « L’immigration féminine au Canada durant les années 1920 : la mise en place d’une politique fondée sur le “genre” ». Recherches féministes, 15, 2 (2002), p. 65-84.

[1] Barbara Robert, « Sex, Politics and Religion: Controversies in female immigration reform work in Montreal », Atlantis: Critical Studies in Gender, Culture & Social Justice, 6(1), 1881-1919, p. 25.
[2] Lisa Chilton, « Receiving Canada’s Immigrants : The Work of the State Before 1930 », The Canadian Historical Association, Immigration and Ethnicity in Canada Series, 34 (2016), p. 15.
[3] Barbara Robert, op. cit., p. 27.
[4]Marie-Hélène Vallée, « L’immigration féminine au Canada durant les années 1920: la mise en place d’une politique fondée sur le "genre"», Recherches féministes, 2002, vol. 15, no 2, p. 70.
[5] Ibid., p. 69.
[6] Ibid., p. 65.
[7] Danielle Gauvreau, Sherry Olson et Patricia Thornton, The Harsh Welcome of an Industrial City: Immigrant Women in Montreal, 1880–1900, Histoire sociale/Social History, 2007, vol. 40, no 80. p. 345.
[8] Barbara Roberts, op. cit., p. 26.
[9] Rebecca Mancuso, « “This is our work” : The Women’s Division of the Canadian Department of Immigration and Colonization, 1919-1938 », Thèse de doctorat, Montréal, McGill University, 1999, p. 51.
[10] Barbara Roberts, op. cit., p. 27.
[11] Ibid., p. 28.
[12] Ibid., p. 33.
[13] La bonne parole /, 1916, février 1916 p. 14 : https://numerique.banq.qc.ca/patrimoine/details/52327/2224899?docsearchtext=Women%27s%20National%20Immigration%20society
[14] Barbara Roberts, op. cit., p. 25-38.
[15] The daily witness, 11 décembre 1900, mardi 11 décembre 1900, (the lack of servants), p. 1 : https://numerique.banq.qc.ca/patrimoine/details/52327/4703138?docsearchtext=Women%27s%20National%20Immigration%20society
[16] Rebecca Mancuso, op. cit., p. 27.
[17] Marie-Hélène Vallée, op. cit., p. 68-72.
[18] D. Suzanne Cross, « The Neglected Majority : The Changing Role of Women in 19th Century Montreal », Histoire sociale / Social History, 6,12 (1973), p. 201-223.